# MFWE 31 und 32 (Zweitbesetzung)
Die normalspurigen Tenderlokomotiven MFWE 31II und 32II waren Dampflokomotiven für den gemischten Betrieb und wurden von der AEG 1925 für die Mecklenburgische Friedrich-Wilhelm-Eisenbahn-Gesellschaft gebaut. Die Lokomotiven waren bis 1961 in Betrieb. Es ist keine Lokomotive erhalten geblieben.

## Geschichte

### Mecklenburgische Friedrich-Wilhelm Eisenbahn 31IIund 32II
Die MFWE erhielten 1925 zwei Lokomotiven, die den RLGS 12–13 der Niederbarnimer Eisenbahn ähnlich waren. Sie erhielten die Betriebsnummern 31 und 32 in Zweitbesetzung. 1936 führte die Eisenbahngesellschaft ein neues Bezeichnungsschema ein, mit dem die beiden Lokomotiven die Nummern 27 und 28 bekamen.

### Deutsche Reichsbahn 91 231–232
Nachdem die Mecklenburgische Friedrich-Wilhelm Eisenbahn 1942 verstaatlicht wurde, gingen die Lokomotiven in den Bestand der Deutschen Reichsbahn über und erhielten die Betriebsnummern 91 231 und 232.
Von der 91 232 sind ab 1945 keine Daten bekannt, sie soll jedoch erhalten geblieben und 1965 an eine Straßenbaufirma in Greifswald verkauft worden sein.

#### Osterwieck-Wasserlebener Eisenbahn 40
Die 91 231 wurde nach 1945 von der Osterwieck-Wasserlebener Eisenbahn eingesetzt und erhielt die Nummer 40.

#### Deutsche Reichsbahn 91 6676
1949 kam die OWE 40 durch Verstaatlichung des östlichen Teils der Osterwieck-Wasserlebener Eisenbahn in den Bestand der Deutschen Reichsbahn und erhielt die Betriebsnummer 91 6676. Die Lokomotive war bis 1961 in der Reichsbahndirektion Magdeburg beheimatet und wurde 1956 in der VES-M Halle untersucht.
Anschließend wurde die Lok an das Eisen- und Hüttenwerk Thale verkauft. Dort war die Lok bis 1971 vorhanden.

## Konstruktion
Die Lokomotiven besaßen einen Blechrahmen mit einer Stärke von 22 mm und einer lichten Weite von 1.240 mm zwischen den Rahmenplatten. Als Querversteifungen dienten die beiden Pufferbohlen und im Bereich der Kuppelradsätze eingenietete Bleche. Die Radsätze waren fest im Rahmen gelagert, der Treibradsatz war der mittlere Radsatz. Der Laufradsatz war als Adamsachse ausgebildet. Die Heusinger-Steuerung besaß bei der MFWE 31II Lentz-Ventilsteuerung, bei der MFWE 32II Kolbenschieber der Regelbauart mit Druckausgleicher der Bauart Winterthur.
Der Langkessel bestand aus zwei Schüssen, sie waren durch eine Doppellaschennietung miteinander verbunden. Daran schloss sich der Stehkessel mit einer Feuerbüchse aus Kupfer an, seine Rückwand war gerade ausgeführt. Der Rauchrohrüberhitzer der Bauart Schmidt war in der Rauchkammer mit einem Überhitzerkasten versehen. Die Rauchkammer trug einen kleinen, schwach konischen Schornstein. Zur Kesselspeisung dienten eine Kolbenspeisepumpe Bauart Knorr mit auf dem Rahmen liegenden Oberflächenvorwärmer des gleichen Herstellers und eine Strahlpumpe Bauart Strube. Die Sicherheitsventile waren von der Bauart Pop. Der erste Langkesselschuss trug einen Dampfdom mit Kesselspeiseventilen, der zweite Kesselschuss den Sandkasten.
Die Lokomotiven waren mit großen seitlichen Wasserkästen und einem geräumigen Führerhaus ausgerüstet. Die indirekte Bremse von Knorr bremste die Kuppelradsätze einseitig von vorn ab. Die dafür benötigte Druckluft wurde von einem zweistufigen Luftpresser rechts vorn neben der Rauchkammer erzeugt. Der Sandstreuer arbeitete ebenfalls mit Druckluft; er sandete den ersten Radsatz von vorn und den zweiten von hinten. Die Lokomotiven waren mit Petroleumbeleuchtung ausgeliefert worden, später wurde diese durch eine elektrische Beleuchtung ersetzt. Die Maschinen besaßen ein Dampfläutewerk Bauart Latowski vor dem Schornstein sowie eine Dampfpfeife vor dem Führerhaus.